# Buffalo megye (Wisconsin)
Buffalo megye az Amerikai Egyesült Államokban, azon belül Wisconsin államban található. Megyeszékhelye Alma, legnagyobb városa Mondovi. Lakosainak száma 13 317 fő (2020. április 1.). Buffalo megye Pepin, Eau Claire, Trempealeau, Winona és Wabasha megyékkel határos.

## Népesség
A megye népességének változása:
| Lakosok száma | 13 549 | 13 467 | 13 340 | 13 357 | 13 192 | 13 317 |
|               | 2010   | 2011   | 2012   | 2013   | 2015   | 2020   |